# RMS Oceanic (1899)
La RMS Oceanic era un transatlantico di proprietà della White Star Line. Fu richiesta ai cantieri della Harland and Wolff insieme alla gemella Olympic, mai realizzata.

## Storia
Lo scafo fu progettato nel 1897 e la nave fu costruita sotto la supervisione del suo progettista, Thomas Ismay (1837–1899), armatore e proprietario della Oceanic Steam Navigation Company e precursore della famosa White Star Line.
Al momento del varo e fino al 1901 era la più grande nave del mondo. Alla velocità di 21 nodi questa nave era in grado di compiere il giro del mondo senza rifornimento di carburante.
Fu colpita nel 1900 da un fulmine nel porto di Mersey a Liverpool che le distrusse l'albero maestro.
Nel settembre 1901 l'Oceanic entrò in collisione con la nave inglese Kincora a causa della nebbia nel porto di Tuskar Rock. Il Kincora affondò immediatamente e sette persone persero la vita.
Nel maggio 1912, un mese dopo l'affondamento del Titanic, l'Oceanic fu mandato alla ricerca di corpi nelle acque in cui era avvenuto il disastro.
Allo scoppio della prima guerra mondiale l'Oceanic fu utilizzato per scopi militari come nave di trasporto truppe, ma nel 1914 si incagliò nelle isole Shetland e successivamente lo scafo fu smantellato.

## La gemellaOlympic
Dopo la morte del progettista Thomas Ismay, con l'Oceanic già varato, venne annullata la richiesta per l'Olympic, per orientare gli sforzi alla costruzione dei 4 nuovi transatlantici Celtic, Cedric, Baltic e Adriatic della classe chiamata Big Four.